# Minh Ly
Minh Ly (* 24. März 1967 in Vietnam) ist ein professioneller US-amerikanisch-vietnamesischer Pokerspieler.

## Karriere
Seine erste nennenswerte Platzierung bei der World Series of Poker (WSOP) in Las Vegas erreichte Ly 2001, als er in einem Turnier Dritter wurde und dafür über 50.000 US-Dollar erhielt. Im selben Jahr erreichte er noch eine weitere Platzierung im Preisgeld. Im darauffolgenden Jahr wurde er im Main Event Neunter, wofür er 85.000 US-Dollar kassierte. Bei der WSOP 2005 erreichte Ly vier Preisgeldplatzierungen. Bei einem Turnier musste er sich nur Doyle Brunson geschlagen geben. Im gleichen Jahr sicherte er sich im Main Event den 19. Platz. Zudem gewann Ly am 18. Oktober 2005 die zweite North American Poker Championship, bei der er sich gegen Dan Harrington im Heads-Up durchsetzte. Der Sieg bei diesem Main Event der World Poker Tour brachte ihm über eine Million US-Dollar ein.
Insgesamt hat sich Ly mit Poker bei Live-Turnieren knapp 4 Millionen US-Dollar erspielt. Neben seinen Turniererfolgen ist er als Cash-Game-Spezialist bekannt. So nahm Ly an der zweiten Staffel von High Stakes Poker teil. Er spielt darüber hinaus regelmäßig im Big Game des Hotel Bellagio am Las Vegas Strip. Ly lebt in Temple City im US-Bundesstaat Kalifornien.